# Ез-Зарка
Ез-Зарка, або просто Зарка (араб. الزرقاء) — місто в Йорданії, адміністративний центр провінції Ез-Зарка. Є другим за населенням містом країни. З арабської назва міста перекладається як «синя».

## Географія
Місто розташоване в 20 км на північний схід від Амману, на річці Ез-Зарка, на висоті 568 м над рівнем моря. Клімат в Ез-Зарці пустельний, набагато сухіший, ніж в сусідньому Аммані.

## Історія
Місто Ез-Зарка було засноване чеченцями в 1902 році, які змушені були покинути свою батьківщину в результаті воєн між Російською і Османською імперіями.
З часом в Зарці побудували станцію Хіджазької залізниці. Вокзал перетворив Ез-Зарку у важливий транспортний центр. 10 квітня 1905 Османський губернатор видав указ, який дозволив чеченським іммігрантам володіти землями, на яких вони оселилися, у зв'язку з цим швидко зросла кількість населення. Міграція населення до Ез-Зарки поступово посилювалася з 1940-х років. Більше 50 % населення міста біженці з Західного берега річки Йордан, які переселились сюди під час Шестиденної війни.
Після формування Трансйорданських прикордонних військ в 1926 році, британською армією у місті були побудовані військові бази, згодом місто стало відомим як «військовоме місто». В Ез-Зарці була штаб-квартира Йорданського Арабського легіону.

## Населення
За даними станом на 2007 рік населення Ез-Зарки становить 494 655 осіб, що робить її другим за величиною містом в країні після Аммана. Населення міської агломерації за даними станом на 2010 рік налічує близько 700 000 осіб, що робить її найбільшою агломерацією Йорданії (після Амману і Ірбіда). Близько 98 % населення міста мусульмани, є також християнська діаспора.

## Райони муніципалітету Великої Зарки
Місто Ез-Зарка ділиться на п'ять районів, які всі разом мають площу близько 60 м² і ще два райони в радіусі впливу міста.
|   | Район                | Площа (км²) |
| - | -------------------- | ----------- |
| 1 | Центр міста          | 2.96        |
| 2 | Аль-Саура Аль-Арабія | 11.3        |
| 3 | Ewajan               | 12.2        |
| 4 | Zawahreh)            | 16          |
| 5 | Нова Зарка           | 17          |
| 6 | Спорткомплекс        | 3.5         |
| 7 | Зарка Сіті Ґарденс   | 19          |

## Економіка

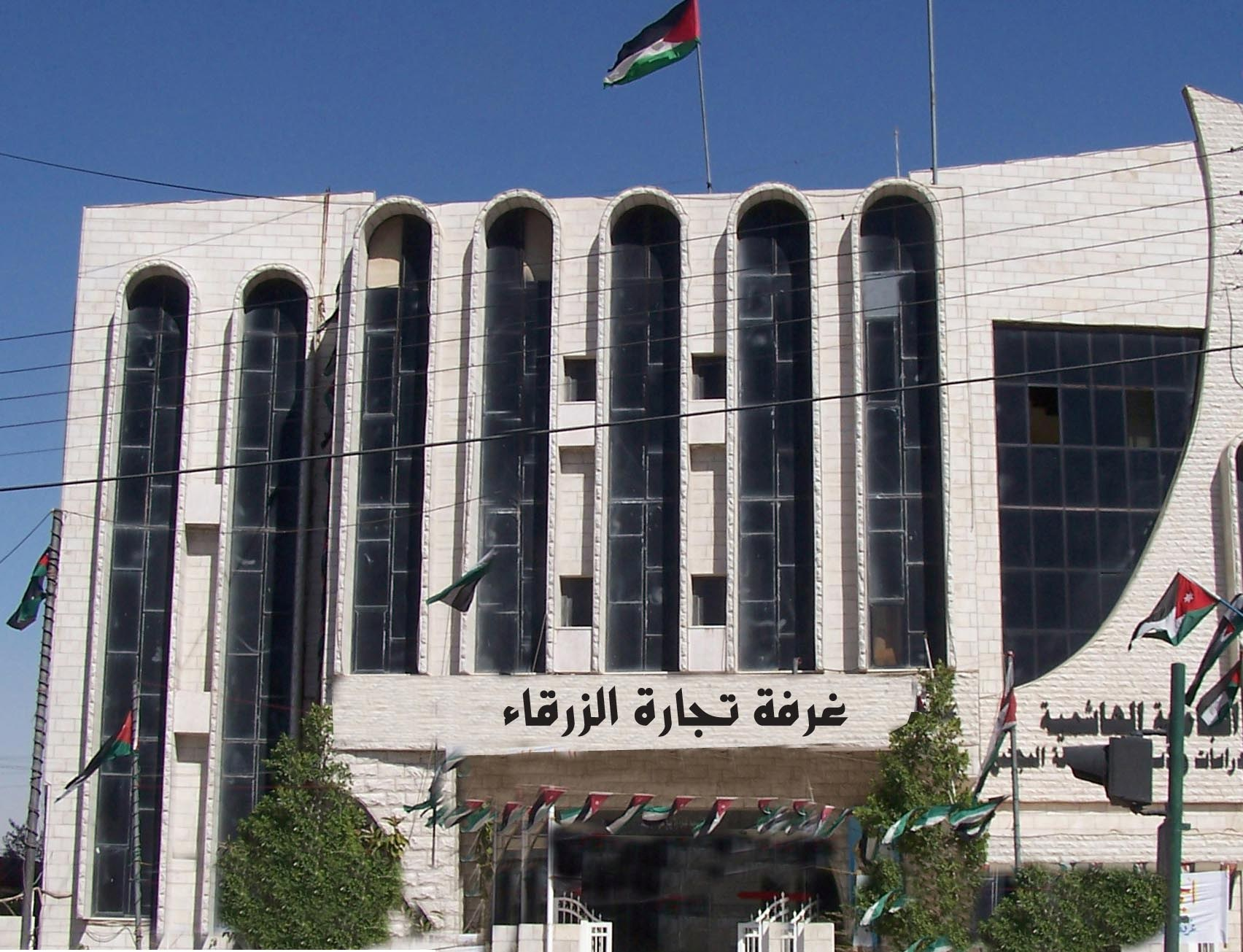
Торгово-промислова палата в Зарці.

Ез-Зарка — промисловий центр Йорданії, у якому розташовано понад 50 % йорданських підприємств. Зростання промисловості в місті є результатом низьких цін на нерухомість і близькості до столиці Йорданії Аммана.
В Зарці розташовано декілька об'єктів, які життєво важливі для економіки Йорданії, зокрема єдиний в Йорданії нафтопереробний завод. Згідно з даними Торгово-промислової палати міста Ез-Зарки, 10 % від загального обсягу експорту Йорданії в 2011 році вийшло з мухафази Ез-Зарка, на суму більш 512 млн. доларів США.

## Транспорт

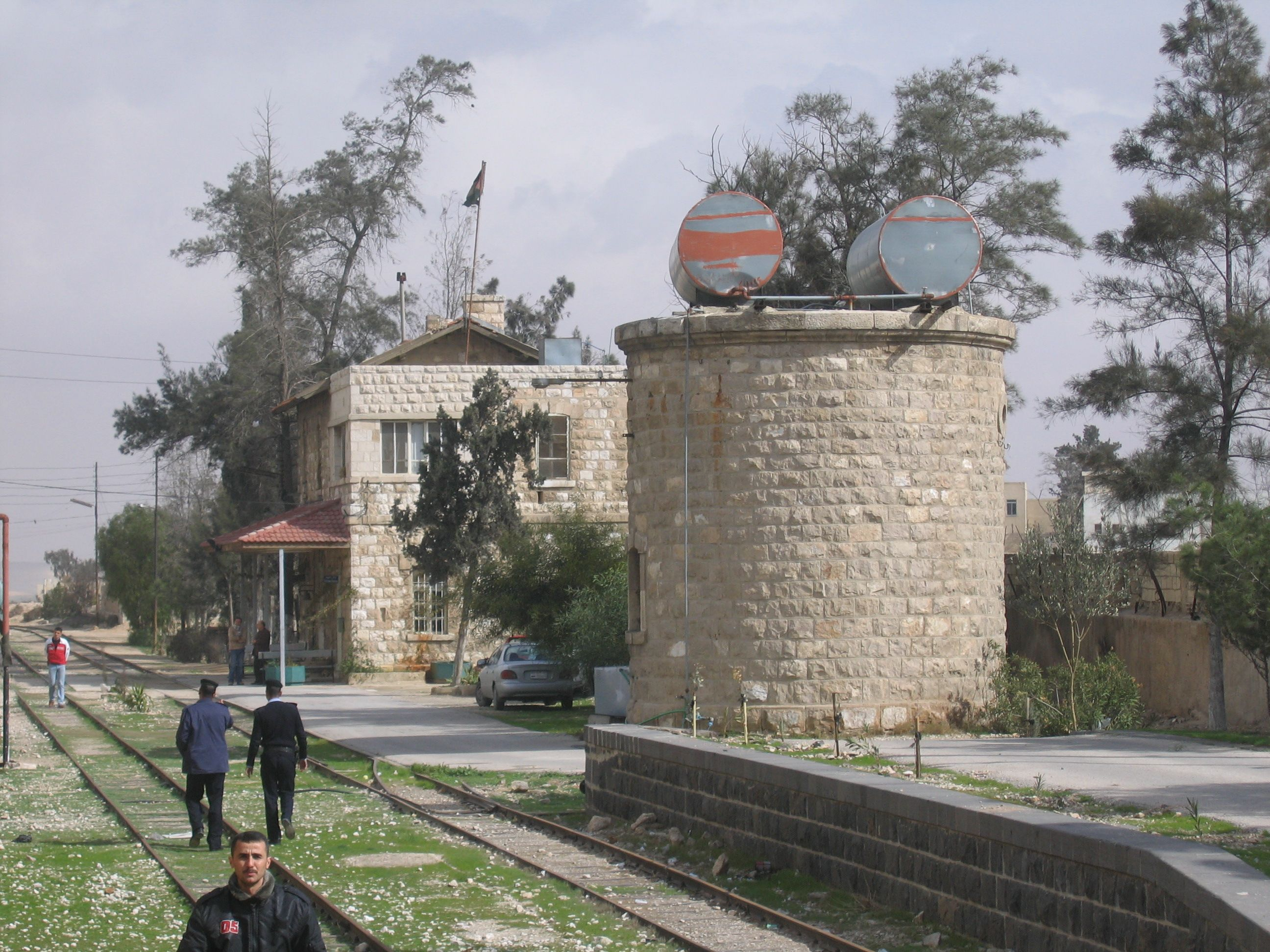
Залізнична станція Ез-Зарка, Хіджазька залізниця.

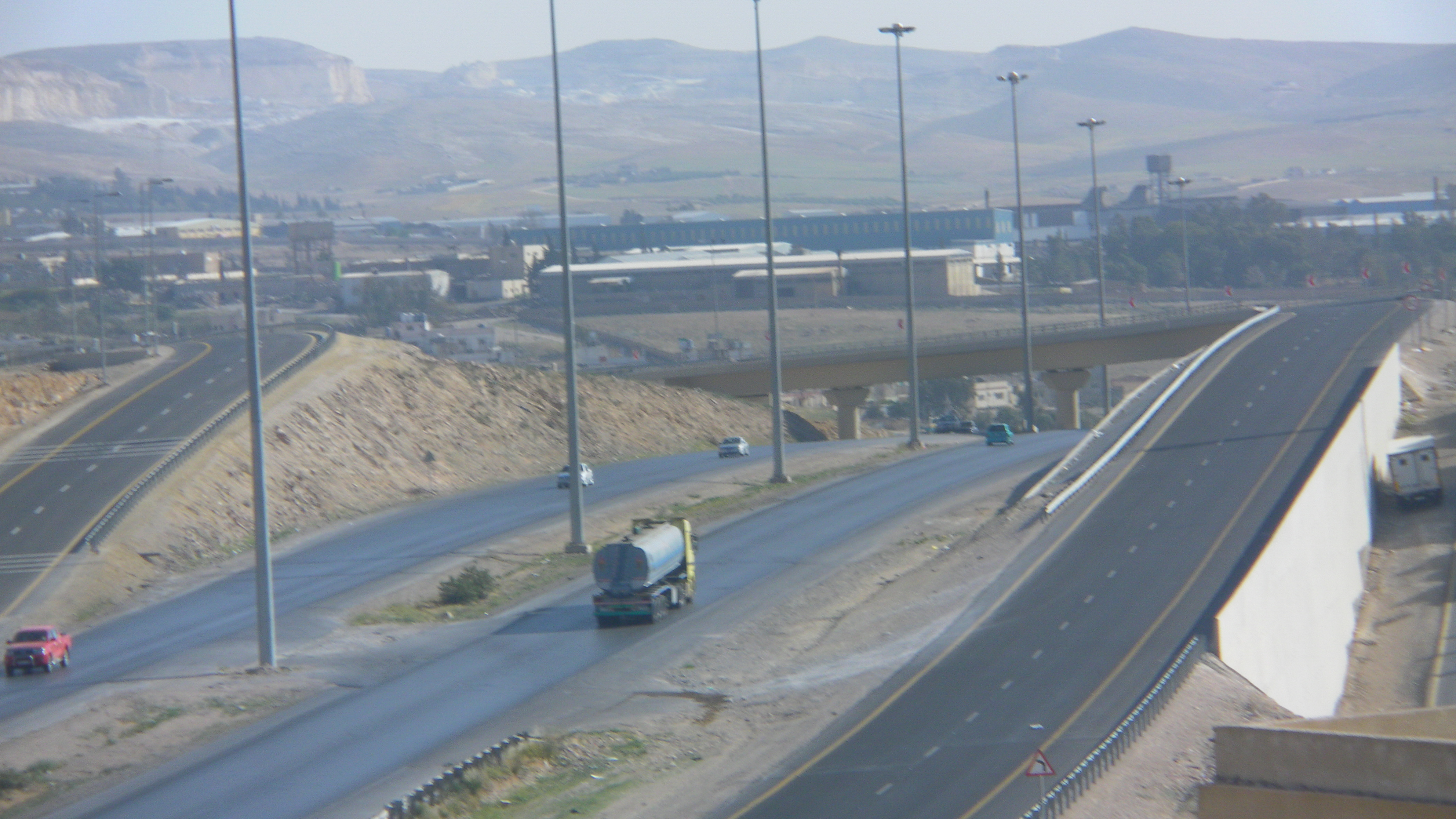
Шосе Амман — Ез-Зарка.

Через Ез-Зарку проходить Хіджазька залізниця, яка з'єднує місто з Амманом в південному напрямку і Сирією в північному. Нова залізнична гілка до Аммана на даний час у стадії будівництва. 
Ез-Зарка лежить на міжнародній автомагістралі, що з'єднує Саудівську Аравію з Сирією, і на міжнародному шосе Амман — Багдад.

## Освіта

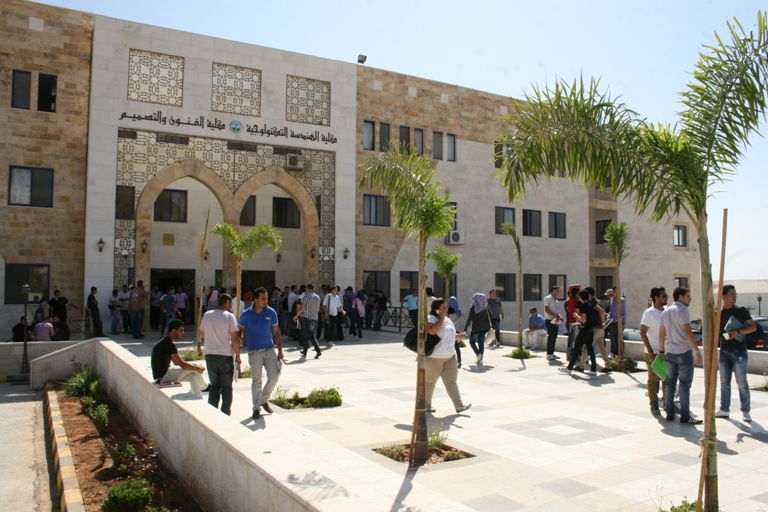
Інженерний факультет Університету Ез-Зарки.

У Зарці є три університети, найбільший з яких Хашимітський університет. Два інших: Аль-Балка і Університет Ез-Зарки.